# Bolbogonium punctatissimum
Bolbogonium punctatissimum es una especie de coleóptero de la familia Geotrupidae.

## Distribución geográfica
Habita en Moradabad  (India).